# Babba Iulia Campestris
Babba Iulia Campestris (altgriechisch Βάβα oder Βάβαι) ist der in mehreren antiken Quellen überlieferte Name einer vom römischen Kaiser Augustus zu Ehren der Julier (also letztlich Caesars) gegründeten Veteranenkolonie in Mauretanien. Münzen der ursprünglich Babba genannten Stadt wurden mit der Abkürzung „C. C. I. B.“ (colonia Campestris Iulia Babba) geprägt.

## Lage
Die genaue geographische Lage der nach antiken Quellen 40 römische Meilen von Lixus entfernten Stadt ist bislang ungeklärt. Archäologen und Historiker verorten sie im westlichen Marokko zwischen dem antiken Tingis (Tanger) und dem Fluss Loukos. Mehrfach wurde auch der deutlich weiter südlich gelegene heutige Ort Sidi Slimane zwischen Kénitra und Sidi Kacem genannt, doch wurden dort bislang keine archäologischen Funde gemacht.

## Geschichte
Die Kolonie wurde vermutlich wie Banasa um das Jahr 30 v. Chr. von Augustus gegründet. Leo Africanus zufolge erfolgte die Gründung dagegen erst um das Jahr 40 n. Chr. durch Kaiser Claudius. Die Stadt scheint spätestens ein Jahrhundert nach ihrer Gründung verlassen worden zu sein. Vielleicht sind die Kolonisten in das ebenfalls neugegründete Oppidum Novum, das mit dem heutigen Ksar-el-Kebir identifiziert wird, umgezogen.